# Episodi di 8 sotto un tetto (prima stagione)
La prima stagione della serie televisiva 8 sotto un tetto è andata in onda originariamente negli Stati Uniti d'America sul canale ABC dal 22 settembre 1989 al 27 aprile 1990. 
In Italia è stata trasmessa dal 27 giugno al 5 luglio 1994 su Canale 5. Gli episodi 1-12 e 19-21 furono trasmessi in prima TV dal 26 gennaio al 18 febbraio 1998 su Italia 1.
| nº | Titolo originale            | Titolo italiano            | Prima TV USA      | Prima TV Italia  |
| -- | --------------------------- | -------------------------- | ----------------- | ---------------- |
| 1  | The Mama Who Came to Dinner | L'inizio di una convivenza | 22 settembre 1989 | 26 gennaio 1998  |
| 2  | Two-Income Family           | L'unione fa la forza       | 29 settembre 1989 | 27 gennaio 1998  |
| 3  | Short Story                 | Un breve racconto          | 6 ottobre 1989    | 28 gennaio 1998  |
| 4  | Rachel's First Date         | Ricominciare è difficile   | 13 ottobre 1989   | 29 gennaio 1998  |
| 5  | Straight A's                | La pagella dei buoni       | 20 ottobre 1989   | 30 gennaio 1998  |
| 6  | Basketball Blues            | Il sogno di Carl           | 3 novembre 1989   | 5 febbraio 1998  |
| 7  | Body Damage                 | Un dramma in vista         | 10 novembre 1989  |                  |
| 8  | Mr. Badwrench               | Una doccia per mamma       | 17 novembre 1989  |                  |
| 9  | Stake Out                   | Una compagna dotata        | 21 novembre 1989  |                  |
| 10 | False Arrest                | Una pena stravagante       | 1º dicembre 1989  |                  |
| 11 | The Quilt                   | Sei generazioni d'amore    | 8 dicembre 1989   |                  |
| 12 | Laura's First Date          | Il primo passo             | 15 dicembre 1989  | 7 febbraio 1998  |
| 13 | Man's Best Friend           | Una sorpresa per papà      | 5 gennaio 1990    | 27 giugno 1994   |
| 14 | Baker's Dozens              | Tutti in cucina            | 12 gennaio 1990   | 28 giugno 1994   |
| 15 | The Big Reunion             | La grande dieta            | 19 gennaio 1990   | 29 giugno 1994   |
| 16 | The Party                   | Una festa splendida        | 2 febbraio 1990   | 30 giugno 1994   |
| 17 | The Big Fix                 | Opera di carità            | 9 febbraio 1990   | 1º luglio 1994   |
| 18 | Sitting Pretty              | Una cena importante        | 23 febbraio 1990  | 4 luglio 1994    |
| 19 | In a Jam                    | Un aiuto per Steve         | 16 marzo 1990     | 16 febbraio 1998 |
| 20 | The Candidate               | Il potere della politica   | 23 marzo 1990     | 17 febbraio 1998 |
| 21 | Bowl Me Over                | La guerra dei Winslow      | 20 aprile 1990    | 18 febbraio 1998 |
| 22 | Rock video                  | A tutto rap                | 27 aprile 1990    | 5 luglio 1994    |

## L'inizio di una convivenza
- Titolo originale: The Mama Who Came to Dinner
- Diretto da: Joel Zwick
- Scritto da: Robert L. Boyett e Thomas L. Miller

### Trama
Harriette, la moglie di Carl, invita la madre di questo, Estelle, a trasferirsi nella loro casa. L'uomo è preoccupato del fatto di poter perdere autorità, e in effetti mamma Winslow, appena arrivata, si dimostra molto autoritaria, rubandogli il posto a tavola e concedendo nuove regole meno restrittive ai figli, come il permesso per Eddie di star fuori di casa oltre le dieci di sera. Dopo un po' di titubanza, Carl riesce però finalmente a parlare a Estelle e a convincerla a intervenire di meno nella sua vita.
- Nota. Questo è un episodio pilota, e la casa in cui vivono i Winslow è leggermente diversa. La parte di Judy è recitata da Valerie Jones, che dal secondo episodio sarà sostituita da Jaimee Foxworth.

## L'unione fa la forza
- Titolo originale: Two-Income Family
- Diretto da: Robert Blair
- Scritto da: James O'Keefe

### Trama
Harriette viene licenziata, e così la famiglia, già alle prese con un bilancio negativo, deve cercare di risparmiare su tutto. La donna effettua numerosi tentativi di farsi assumere, ma nessuno sembra avere un posto per lei. Alla fine Carl la spinge a richiedere al suo ex datore di lavoro, il sig. Seever un nuovo posto, molto più importante, ma la donna, come il suo capo, non si ritiene all'altezza di un posto manageriale. Ma Carl convince Harriette di avere sufficienti potenzialità, e questa riesce a convincere il signor Seever della sua abilità e a farsi assumere, risolvendo così la crisi economica.
- Altri interpreti: Larry Block (sig. Seeger)

## Un breve racconto
- Titolo originale: Short Story
- Diretto da: Joel Zwick
- Scritto da: William Bickley e Michael Warren (IV)

### Trama
Rachel scrive un racconto per un settimanale ispirandosi ai componenti della famiglia, che però non la prendono bene perché i personaggi raccontati hanno numerosi difetti. Intanto, Carl impazzisce per una bolletta dell'acqua eccessivamente alta.

## Ricominciare è difficile
- Titolo originale: Rachel's First Date
- Diretto da: John Bowab
- Scritto da: Sally Lapiduss e Pamela Eells

### Trama
Rachel, ancora in pena per la morte del marito avvenuta ormai più di un anno prima, non lascia in pace Carl e Harriette perché continua a voler uscire con loro. Finalmente, però, la donna la convince ad accettare un appuntamento con Alan, un membro del coro della chiesa. giunta alla sera fatidica, però, Rachel ha paura, e inizialmente si rifiuta di uscire. Ma poi mamma Winlow la convince.
- Altri interpreti: Jaleel White (Steve Urkel) (parte aggiunta nelle repliche tv), Peter FitzSimmons (Alan).

## La pagella dei buoni
- Titolo originale: Straight A's
- Diretto da: John Bowa
- Scritto da: Geoff Gordon e Gordon Lewis

### Trama
Giorno di pagelle in casa Winslow. Judy ottiene 2 "otto" e 4 "sette", Laura ci rimane male quando scopre di avere solo cinque "otto" e un "sette più", mentre Eddie è incredulo nel vedere tutti "otto" nella sua pagella. Carl, molto fiero, progetta di iscriverlo ai più prestigiosi college statunitensi come Harvard, Yale o la Columbia, ma Rodney svela a Eddie che la pagella che ha ricevuto è falsa, e così Eddie scopre di aver ottenuto solo 2 "sette" e 4 "sei". Decide di spiegarlo al padre, che inizialmente ci rimane male come il figlio, ma poi insieme i due si rendono conto che quella è comunque la miglior pagella mai ottenuta da Eddie, che continuerà a impegnarsi per ottenere voti migliori. Con un piccolo trucco, Harriet e Rachel fanno capire a Laura che la sua pagella è ottima pur non essendo perfetta.
- Altri interpreti: Randy Josselyn (Rodney Beckett).

## Una compagna dotata
- Titolo originale: Stake Out
- Diretto da: James O'Keefe
- Scritto da: Sally Lapiduss e Pamela Eells

### Trama
La nuova compagna di Carl è una donna molto attraente, inizialmente malvista da Carl per motivi maschilisti, ma con cui in seguito l'uomo sembra trovarsi molto d'accordo. Quando i due devono affrontare un appostamento lungo più e più giorni, Rachel ed Estelle rendono la moglie gelosa; quando questa trova la chiave di un motel decide di andare a controllare, scoprendo i due in una posizione equivoca. Quando però arrivano i criminali, è Estelle a bloccarne uno in attesa dei rinforzi.
- Altri interpreti: Olivia Brown (Vanessa), Ken Foree (High Top), J.W. Smith (Jake).

## Sei generazioni d'amore
- Titolo originale: The Quilt
- Diretto da: Peter Baldwin
- Scritto da: David Scott Richardson

### Trama
I Winslow organizzano una vendita di garage, in cui Laura vende una coperta che Estel le aveva chiesto di conservare; in seguito, venuta a conoscenza dell'elevato valore affettivo di questa, che apparteneva alla famiglia da 6 generazioni e raccoglieva un ricordo di tutti i componenti scomparsi, la giovane decide di andare a riprendersela, accompagnata da Carl. Le vengono però chiesti ben 3 000 dollari, cifra evidentemente fuori portata per Laura; ma questa riesce a convincere la compratrice a cedergliela in cambio dei soli soldi spesi per acquistarla.
- Altri interpreti: Ann Ryerson (Brooke Nash).